# Марон Іван Едуардович
Марон Іван Едуардович (1 березня 1932 року) — український підприємець, член Партії регіонів.

## Життєпис
Народився 1 березня 1932 року в селі Сільце Славутського району на Хмельниччині.
Закінчив Ростовський інженерно-будівельний інститут, працював майстром дільниці Зуївської ДРЕС, начальником відділу тресту «Донбас-енергобудіндустрія», директором Курахівського заводу залізобетонних конструкцій.
З 1974 року — директор Дніпроенергобудпрому (смт Власівка), займався будівництвом Кременчуцької ГЕС.
За 2008—2015 рр. Дніпроенергобудпром разом із дочірнім підприємством «Завод залізобетонних виробів» виграли тендерів на 107 млн грн. Зокрема, 2015 року заводи виграв тендер на поставки «Запоріжжяобленерго» залізобетону на суму 15 млн грн. Співвласниками заводу є, окрім інших, Іван Марон (25 %) та його син Ігор Іванович (3 %). Єдиним «конкурентом» у тендері було ПАТ «Пересувна механізована колона — 68» Бориса Нечипорука.

### Політика
Голова міської організації Партії регіонів.
2006 року замість представника Партії регіонів Сергія Яременка у Світловодську було обрано мером Павла Солодова з «помаранчевої» команди. Проте вже за півроку зусиллями Марона Солодова було зміщено з посади, його посаду зайняв секретар міської ради Геннадій Френкель, що керував містом до 2008 року. Згодом, завдяки клопотанням і участі Марона мером став Віталій Юшко, ставленик прокурора Світловодська.
Одразу після цього 2008 року міський каналізаційний колектор довжиною понад 20 км і вартістю десятки мільйонів гривень продається за 1,8 млн грн для «погашення кредиту водоканалу».
- 2006 — депутат Кіровоградської обласної ради від Партії регіонів 5 скликання[7].
- 2007 — балотувався до Верховної ради VI скликання (та ж партія)[8].
- 2010 — довірена особа кандидата у президенти України Януковича за 103-м виборчим округом[9][10].
- 2010 — Марон знову стає депутатом Кіровоградської обласної ради (6 скл.).

### Бізнес
Є власником Дніпроенергобудпрому, у складі якого перебувають три заводи з виробництва буддеталей, металевих конструкцій, конструкцій швидкомонтованих будівель.
У 2010 році міський голова Світловодська Юрій Котенко починає масштабну міську реформу ЖКГ, яка, окрім іншого, ставала на заваді бізнесам Марона. Іван Едуардович безуспішно намагається змістити нового мера, проте той залишається на посаді. Допомога однопартійці Сергія Ларіна, тодішнього голови Кіровоградської облдержадміністрації, також не приносить успіхів.
Після численних протестів 2014 року і вимог люструвати Марона, він звільняє керівництво головного із заводів свого підприємства Станіслава Марищенко та директора заводу КБМЗ Григорія Золотаревського. На їхні місця призначає своїх синів Ігоря та Олега.
2014 року скорочує понад кілька сотень працівників Дніпроенергобудпрому. Через підконтрольні підприємства є власником Світловодського кар'єроуправління, що розробляє Власівське родовище гранітів. Через корупційну діяльність власника та неефективне керівництво Дніпроенергобудпром постійно перебуває на межі банкрутства.
25 лютого 2015 року підконтрольні Марону заводи уклали угоду на постачання Черкаському обленерго матеріалів на 28 млн грн.

### Афери й корупційні схеми
Унікальна і дивовижна історія маніпуляцій законами та бажання наживи розгорнулася навколо теми: «Торговельного центру» у смт Власівка.

Ще з 2006 року селищний голова Пасько О. О. намагався у будь-який спосіб (законно чи ні) знайти місце (від 18 серпня 2006 року рішенням 5-ї сесії 5-го скликання прийнято:
Дати згоду КП «Благоустрій» на земельну ділянку та розроблення проекту землеустрою протягом 2-х місяців і передачі в оренду строком на 5 років для будівництва комунального ринку на розі вул. Труда-Східна.[джерело?]
21 серпня 2006 року утворена комісія погодила і підписала Акт вибору земельної ділянки під будівництво комунального ринку на розі вул. Труда-Східна. Та попри цей законний акт уже через 2 місяці на наступній сесії було запропоновано внести зміни щодо рішення від 18 серпня 2006 року та затвердити нову земельну ділянку за новою адресою Молодіжна, 50-та) та затвердити проєкт землеустрою щодо відведення земельної ділянки виконкому Власівської селищної ради в постійне користування під будівництво «обіцяного» Мароном І. Е. торговельного центру по вул. Молодіжна, 50-та в смт Власівка, м. Світловодськ.
Навіть протест № 2143 від 19.06.2009 року (на рішення сесії Власівської селищної ради № 479 від 26.12.2008) Світловодської міжрайонної прокуратури у Кіровоградській області щодо незаконного затвердження проєкту землеустрою ділянки за адресою вул. Молодіжна 50-та не змінив ситуації.
Отже, Марон, разом із селищним головою Власівки зумів узаконити земельну ділянку та «подарувати» селищу недобудовану конструкцію торговельного центру (вулиця Молодіжна, 50-а). За земельний проєкт цього ринку селищна рада заплатила за неофіційними даними 80 тис. грн, але так і не взяла на баланс села, хоча орендну плату за земельну ділянку КП «Благоустрій» сплачувало з 2008 по 2018 рік. [джерело?]
Згодом у вересні 2015 року тимчасовий ринок (відповідне «Звернення з пропозицією» від 10.04.2015 Виконавчого комітету Власівської селищної ради до генерального директора ТДВ «ОДЕБП» Марона І. Е. з питання демонтажу розпочатої будівлі так, як будівництво торговельного центру «втратило свою актуальність». Підписи підприємців про відмову від будівлі торговельного центру селищний голова Олександр Пасько за свідченнями підписантів збирав перед самим демонтажем у вересні 2015 року) було розібрано, плити вивезли на територію заводу (за дивним збігом саме ці плити було продано ТОВ «Укрмодуль» ще 18.05.2015 за 650 812,62 грн), а земельна ділянка залишилась закріпленою за КП «Благоустрій», орендна плата за яку сплачувалася до 2018 року.
25 жовтня 2015 року відбулися Чергові місцеві вибори в Україні (вибори депутатів місцевих рад та сільських, селищних, міських голів). До виконання обов'язків селищного голови приступив Бабаченко А. Г. (до жовтня 2015 року працював у юридичному відділі ТДВ «ОДЕБП» бенефіціаром, якого також є).
За цей час з 2015 по лютий 2017 року на посаді директора КП «Благоустрій» змінилося два керівники.
У лютому 2017 року на посаду директора КП «Благоустрій» було призначено Берчука Михайла Олександровича (член ГО «Клуб українських патріотів», екологічний активіст, паралельно займається правозахисною діяльністю, розслідуванням корупційних схем, зловживання у місцевих органах влади та лобіювання інтересів ТДВ «ОДЕБП» та ПП «Віктор і К» селищним головою).[джерело?]
Після публічних погроз директора ПП «Віктор і К» фізичною розправою на громадських слуханнях (лютий 2017 року) в бік правозахисників 14 березня 2017 року на Михайла Берчука було скоєно «замах на вбивство». Після операції та реабілітації у Кіровоградській обласній лікарні з травня 2017 року повернувся до виконання професійних обов'язків. У вересні 2017 року почався адміністративний і психологічний тиск зі сторони селищного голови, результатом якого стало незаконне звільнення 8 грудня 2017 року його з посади директора КП «Благоустрій».
Попри судовий процес за позовом Берчука М. О. проти селищного голови: «За поновлення на роботі та виплату заборгованості по зарплаті», останній вніс до порядку денного на сесію 26 квітня 2018 року питання щодо ліквідації КП «Благоустрій».

## Нагороди
- Заслужений будівельник України
- Заслужений енергетик СРСР
- Почесний громадянин Світловодська та селища Власівка
- орден «Знак пошани»
- Два ордени Трудового червоного прапора
- Орден жовтневої революції
- Орден «За заслуги»
- Медаль «За доблесну працю»
- Срібна Георгієвська медаль «Честь. Слава. Труд»[18]

## Сім'я
Сини: Олег та Ігор.